# Aragara mizoramensis
Aragara mizoramensis är en tvåvingeart som beskrevs av Cherian 1985. Aragara mizoramensis ingår i släktet Aragara och familjen fritflugor. Inga underarter finns listade i Catalogue of Life.